# Cante alentejano
O cante alentejano é um género musical tradicional do Alentejo, Portugal. O cante nunca foi a única expressão de música tradicional no Alentejo, sendo aliás mais próprio do Baixo Alentejo que do Alto. Com o cante coexistiram sempre formas instrumentais de música com adaptação de peças entre os géneros.
A 27 de Novembro de 2014, durante a reunião do Comité em Paris, a UNESCO considerou o cante alentejano como Património Cultural Imaterial da Humanidade.
É um canto coral, em que alternam um ponto a sós e um coro, havendo um alto preenchendo as pausas e rematando as estrofes. O canto começa invariavelmente com um ponto dando a deixa, cedendo o lugar ao alto e logo intervindo o coro em que participam também o ponto e o alto. Terminadas as estrofes, pode o ponto recomeçar com um nova deixa, seguindo-se o mesmo conjunto de estrofes. Este ciclo repete-se o número de vezes que os participantes desejarem. Esta característica repetitiva, assim como o andamento lento e a abundância de pausas contribuem para a natureza monótona do cante.

## História

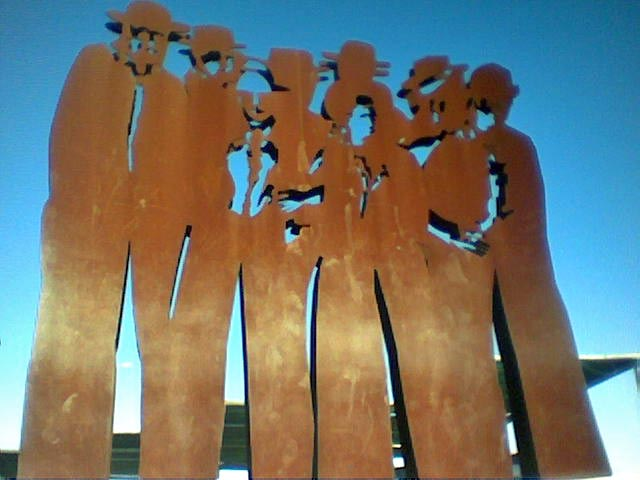
Coro Alentejano (escultura)

No cante são utilizados modos gregos extintos tanto na música erudita como na popular europeia, os quais restringem-se aos modos maior e menor. Esta face helénica do cante poderá provir tanto do canto gregoriano como da cultura árabe, se bem que certos musicólogos se apercebam no cante de aspectos bem mais primitivos, pré-cristãos e possivelmente mesmo pré-romanos. Antigamente o cante acompanhava ambos os sexos nos trabalhos da lavoura embora sempre mais típico de homens. Público era também o cante nos momentos masculinos de ócio e libação, seja em quietude, seja em percurso nas ditas arruadas. Público ainda era o cante mais solene das ocasiões religiosas. Outro cante existia no domínio doméstico, onde era exercido principalmente por mulheres e no qual participariam também crianças.

## Actualidade
Após a Segunda Guerra Mundial, a progressiva  mecanização da lavoura, a generalização da rádio e da televisão, assim como o êxodo rural massivo causaram o declínio do género. Hoje, o cante sobrevive em grupos oficializados que o cultivam, mas já sem a espontaneidade de outrora, limitando-se eles a recapitular em ensaio o repertório conhecido de memória, amiúde sem qualquer registo escrito nem sonoro e já sem acção criativa. Apesar de serem estes grupos e a sua manifestação em festas, encontros e concursos os guardiães da tradição, em numerosos casos progride neles o afastamento da dita com a inclusão no repertório de peças estranhas ao cante, instrumentação e adulteração de peças tradicionais num sentido mais popular, com destaque para o desvio direito ao fado, numa tendência de avivamento do género que visa torná-lo mais garrido. Já Património da Humanidade, "o que importa é dar futuro a este Cante, para expressar as novas dinâmicas de mudança, a melhoria dos quadros de vida, a atracção e fixação de novas gentes e o sucesso crescente desta região como território turístico. E também escrever-lhe uma história, ainda em falta".

## Ligações Externas
- Site | Arquivo Digital do Cante Alentejano

- MemoriaMedia: No Alto Mar cantado pelo Grupo Coral “Os Ceifeiros de Cuba”
- Trailer do documentário Alentejo Alentejo de Sérgio Tréfaut sobre o Cante Alentejano
- Documentário O Cante é como eu realizado por António Menezes
- Alentejo Cantado realizado por Francisco Manso  - Arquivos RTP
- Episódio Baixo Alentejo da série documental Povo que Ainda Canta do realizador Tiago Pereira